# Invasion (film din 2012)
Invasion este un film dramatic germano-austriac din 2012, regizat de Dito Tsintsadze. Burghart Klaußner îl întruchipează pe văduvul singuratic Josef, în locuința căruia Nina (Heike Trinker) se mută împreună cu familia ei, ceea ce înseamnă că Josef va pierde din ce în ce mai mult controlul, și nu doar casa. Cântăreața Anna F. a debutat ca actriță în acest film.

## Rezumat
Văduvul Josef, în vârstă de 59 de ani, trebuie să facă față decesului soției și fiului său. După ce fiul său a murit într-un accident de autobuz, soția lui nu a mai avut chef de viață și în curând a murit și ea. În timpul vizitelor sale la cimitir, o întâlnește pe Nina, care i se prezintă ca o presupusă verișoară a soției sale. Ea îi spune că fiul ei Simon și soția lui Milena caută un loc unde să locuiască și nu găsesc și îl convinge pe Joseph să le ofere adăpost temporar în vila lui spațioasă de la marginea orașului. Curând după aceea, cuplul o va urma pe Nina în vila lui Josef, de asemenea aici se mută și partenerul ei Konstantin și fiul Milenei, Marco. Toți se răspândesc prin proprietatea spațioasă. La început, Josef se bucură de vizitatorii cărora le pasă de el și îi readuc un pic de poftă de viață. Cu timpul, însă, apar tot mai multe tensiuni între el și noii săi colegi de casă și lumea considerată inițial ideală începe să se prăbușească.
În special, Simon este ca un ghimpe pentru Josef cu metodele sale educaționale îndoielnice, pe care le folosește atunci când are de-a face cu fiul Milenei, Marco. Chiar și Konstantin îi atrage nemulțumirea lui Josef - el s-a mutat în biroul său de unde desfășoară o afacere dubioasă și invită presupuși clienți pe proprietate pentru a face sărbători mărețe.
În toiul încurcăturilor, Simon și Nina decedează. Konstantin, care este în mare parte responsabil pentru moartea acestora, este ucis noaptea de Josef în pădure, când îngroapa trupul Ninei. Apoi Josef se întoarce dimineața devreme la vilă, unde deja îl așteaptă Milena, devenită amanta sa. Josef și-a găsit o nouă familie alături de Milena și fiul ei Marco și, în speranța unui viitor fără griji, vor locui împreună pe moșia lui de acum înainte.

## Distribuție
- Burghart Klaußner - Josef
- Heike Trinker - Nina
- Anna F. - Milena
- Merab Ninidze⁠(d) - Konstantin
- David Imper - Simon
- Jasper Barwasser - Marco
- Dmitry Brauer - Invitat

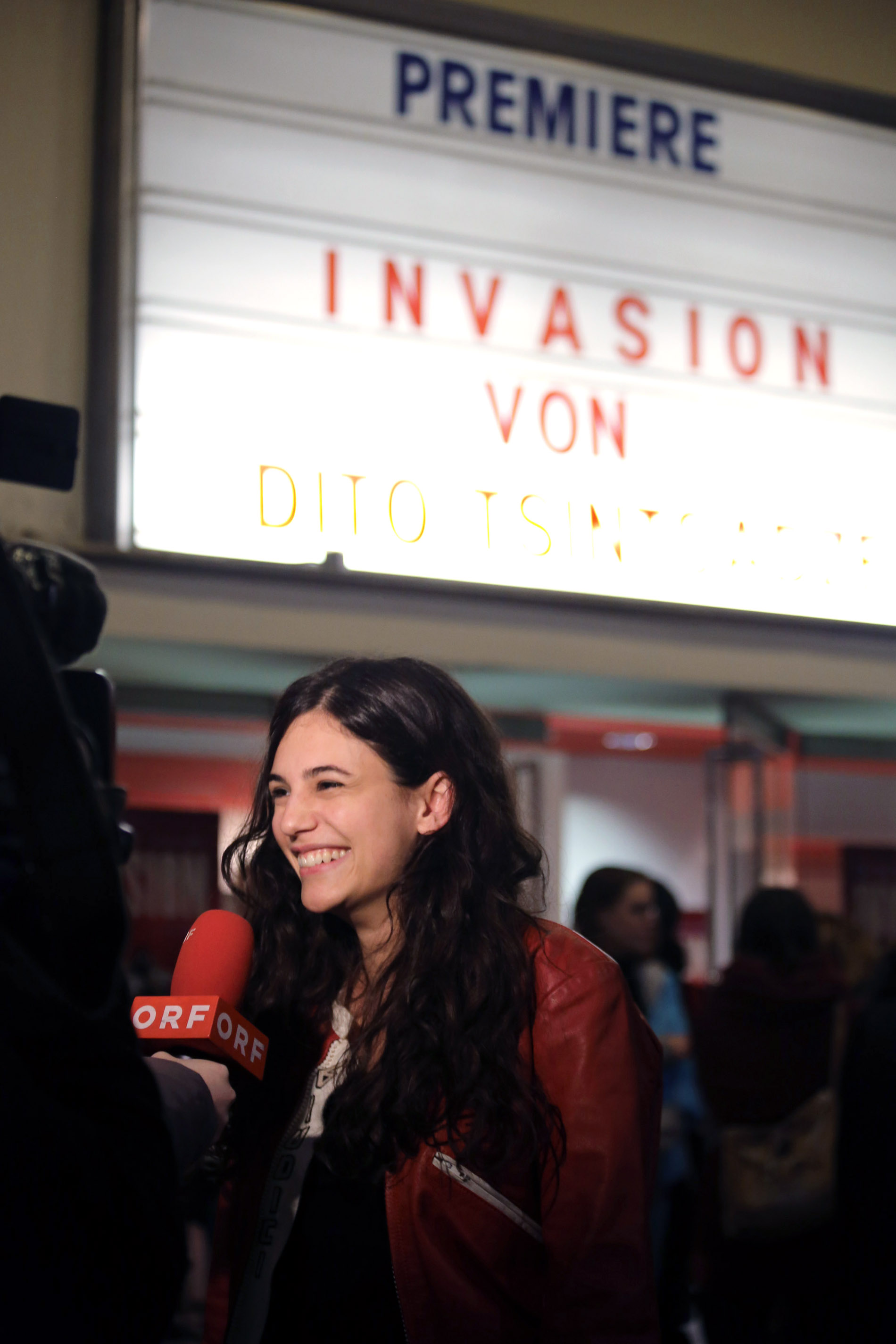
Anna F la premiera filmului în 2013

- Waléra Kanischtscheff⁠(d) - Christian Fleischhauer
- Wilhelm J. von Reitzenstein - Ronald Fleischhauer

## Producție, lansare
Filmările la Invasion au avut loc între 12 decembrie 2010 și 25 februarie 2011 în Saalfeld/Saale, în Troisdorf și în Siegburg. Compania de producție a fost Pallas-Film GmbH (Halle), Twenty Twenty Vision Filmproduktion GmbH (Berlin), WILDart Film (Viena) în coproducție cu ARD Degeto Film (Frankfurt am Main), ORFEnterprise GmbH & Co. KG (Viena). Producătorul principal al filmului a fost Egon Schlosser. Filmul a fost finanțat de Mitteldeutsche Medienförderung GmbH, Leipzig, de Film and Media Foundation NRW, Düsseldorf, de German Film Fund, Berlin, Comisarul Federal pentru Cultură și Finanțarea Filmelor Media și Viena Film Fund. 
Filmul a avut premiera pe 30 iunie 2012 la Festivalul de Film de la München (Filmfest München). A fost lansat în cinematografe la 28 februarie 2013. 

## Premii
Filmul a câștigat Marele Premiu al juriului la Festivalul Mondial de Film de la Montreal în 2012. În același an, Invasion a câștigat Marele Premiu Special al juriului Festivalului Mondial de Film de la Montreal.